# Улица Дурова (Воронеж)
Улица Дурова — улица в историческом центре Воронежа (Центральный район). Проходит от Набережной Массалитинова до улицы Сакко и Ванцетти. Протяжённость улицы около 600 метров.

## История
Началась складываться в первой половине XVIII столетия. Спуск к реке был пробит к концу века согласно генеральному плану 1774 года. Первоначальное название — Садовая, отличительной особенностью улицы тогда была обширная садовая зона, от которой теперь сохранились только отдельные деревья. Позднее, в XIX веке, для отличия от Большой Садовой улицы (ныне входит в улицу Карла Маркса), Садовую переименовали в Малую Садовую.
В 1901 году недвижимость на улице приобрёл известный артист русского цирка Анатолий Леонидович Дуров, свой дом он перестроил по собственному проекту и прожил в нём до своей кончины в 1916 году, организовав при доме оригинальный на трёх террасах спускающийся к реке придомовой участок и возведя на нём кухню, средневековый замок с гротом, три фонтана, «комнату смеха» с кривыми зеркалами, диковинные павильоны для выставок своих коллекций.
В 1978 году в доме А. Л. Дурова был открыт музей. В 1997 году на территории музея была перезахоронена урна с прахом самого известного хозяина дома.
Угол с улицей Сакко и Ванцетти застроен в 2000-х годах элитарным жилым домом на месте снесённой в 1990 году старинной бани

## Достопримечательности

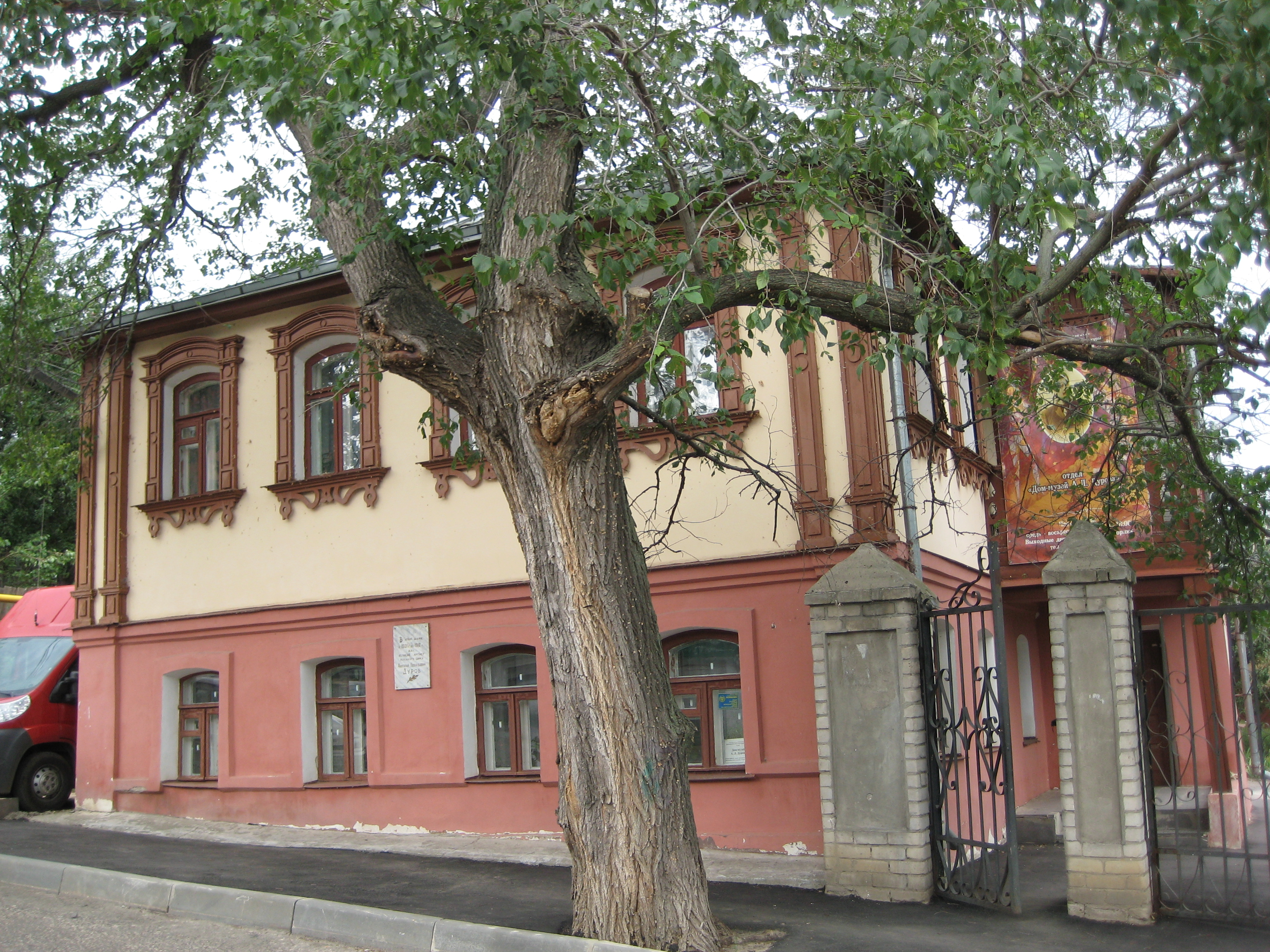
Дом-музей А. Л. Дурова

д. 2 — Дом-музей А. Л. Дурова, реконструирован
Застройка улицы разновременна, бесстильна, к историческим домам, помимо дома-музея А. Л. Дурова, относится бывший дом крестьянина С. И. Карташова (д. 7, 1906 г., перестроен в 1913 г.), дом известного предпринимателя, общественного деятеля Д. Г. Самофалова (д. 30, рубеж XIX/XX веков).

## Известные жители
д. 2 — Анатолий Леонидович Дуров (с 1901 по 1916, мемориальная доска).